# Cuts
Cuts est une commune française située dans le département de l'Oise en région Hauts-de-France.

## Géographie

### Description

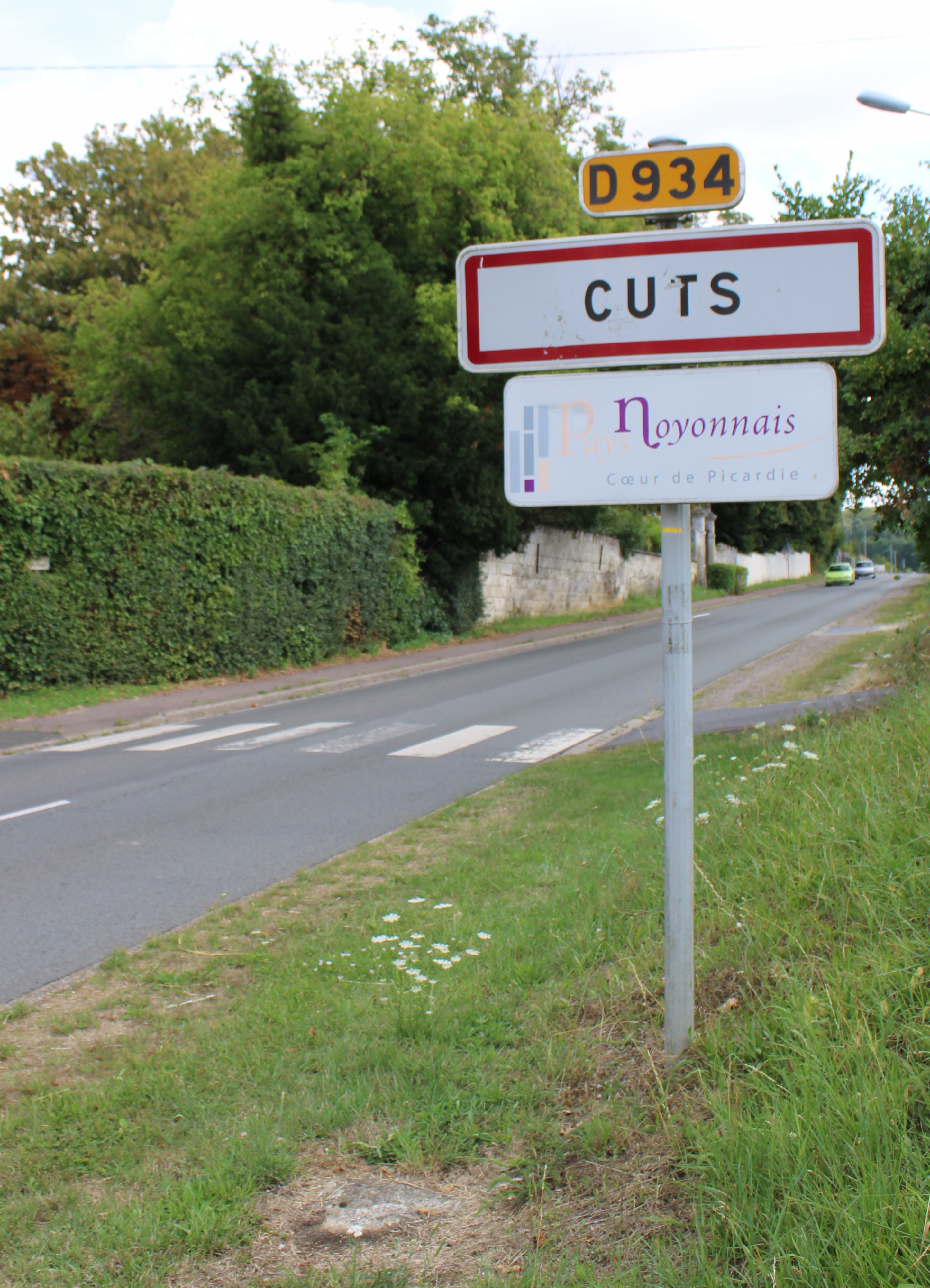
Entrée du village.

Cuts est un bourg rural de la vallée de l'Oise situé dans la région naturelle du Soissonnais, à 8 km au sud-est de Noyon, proche du département de l'Aisne, à 26 km au nord-est de Compiègne et à 28 km au nord-ouest de Soissons, traversé par l'ancienne route nationale 334 (actuelle RD 934).
Le sud du territoire communal est occupé par la Bois de Cuts dont le faitage se trouve à 152 m d'altitude  et le Mont de Choisy, qui culmine, lui, à 128 m d'altitude.
Louis Graves indiquait en 1851 que le territoire communal « constitue une plaine assez vaste, découverte.,bornée vers le sud par le mont de Choisy, au pied duquel est situé le chef-lieu ».

### Communes limitrophes
Les communes limitrophes sont  Brétigny, Caisnes, Camelin, Nampcel, Pontoise-lès-Noyon et Varesnes.

### Hydrographie

#### Réseau hydrographique
La commune est située dans le bassin Seine-Normandie. Elle est drainée par le ru de Camelin,.

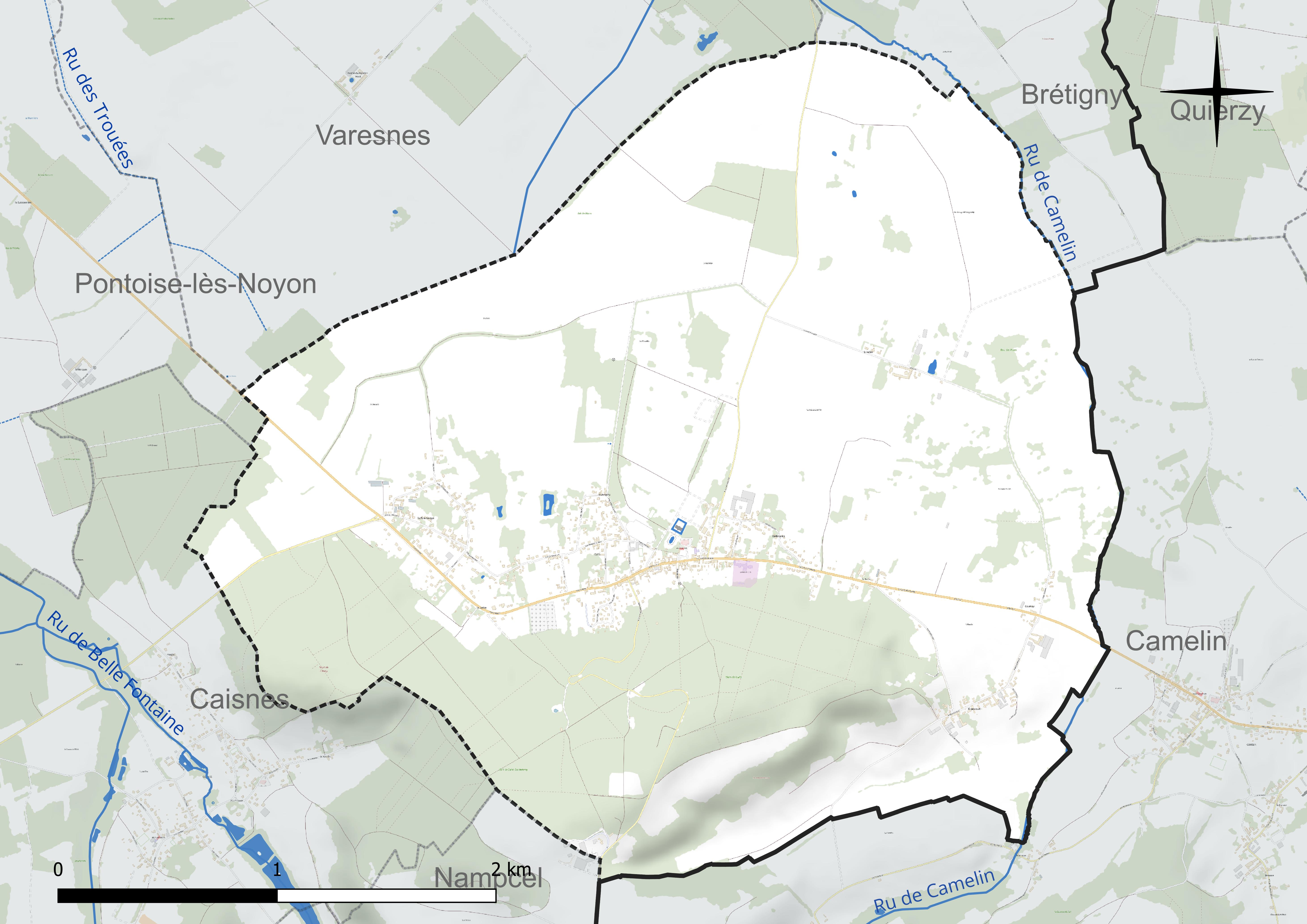
Réseau hydrographique de Cuts.

#### Gestion et qualité des eaux
Le territoire communal est couvert par le schéma d'aménagement et de gestion des eaux (SAGE) « Sensée ». Ce document de planification concerne un territoire de 1 013 km2 de superficie, délimité par le bassin versant de l'Oise moyenne. Le périmètre a été arrêté le 24 avril 2017 et le SAGE est, en 2024, encore en élaboration. La structure porteuse de l'élaboration et de la mise en œuvre est le syndicat mixte du SAGE Oise-Moyenne (SMOM).
La qualité des cours d'eau peut être consultée sur un site dédié géré par les agences de l'eau et l'Agence française pour la biodiversité.

### Climat
Pour des articles plus généraux, voir Climat des Hauts-de-France et Climat de l'Oise.
En 2010, le climat de la commune est de type climat océanique dégradé des plaines du Centre et du Nord, selon une étude du CNRS s'appuyant sur une série de données couvrant la période 1971-2000. En 2020, Météo-France publie une typologie des climats de la France métropolitaine dans laquelle la commune est dans une zone de transition entre le climat océanique et le climat océanique altéré et est dans la région climatique Nord-est du bassin Parisien, caractérisée par un ensoleillement médiocre, une pluviométrie moyenne régulièrement répartie au cours de l'année et un hiver froid (3 °C).
Pour la période 1971-2000, la température annuelle moyenne est de 10,6 °C, avec une amplitude thermique annuelle de 15,2 °C. Le cumul annuel moyen de précipitations est de 739 mm, avec 11,9 jours de précipitations en janvier et 8,8 jours en juillet. Pour la période 1991-2020, la température moyenne annuelle observée sur la station météorologique la plus proche, située sur la commune de Chauny à 13 km à vol d'oiseau, est de 11,1 °C et le cumul annuel moyen de précipitations est de 709,9 mm,. Pour l'avenir, les paramètres climatiques de la commune estimés pour 2050 selon différents scénarios d'émission de gaz à effet de serre sont consultables sur un site dédié publié par Météo-France en novembre 2022.

## Urbanisme

### Typologie
Au 1er janvier 2024, Cuts est catégorisée commune rurale à habitat dispersé, selon la nouvelle grille communale de densité à sept niveaux définie par l'Insee en 2022.
Elle est située hors unité urbaine. Par ailleurs la commune fait partie de l'aire d'attraction de Noyon, dont elle est une commune de la couronne,. Cette aire, qui regroupe 38 communes, est catégorisée dans les aires de moins de 50 000 habitants,.

### Occupation des sols

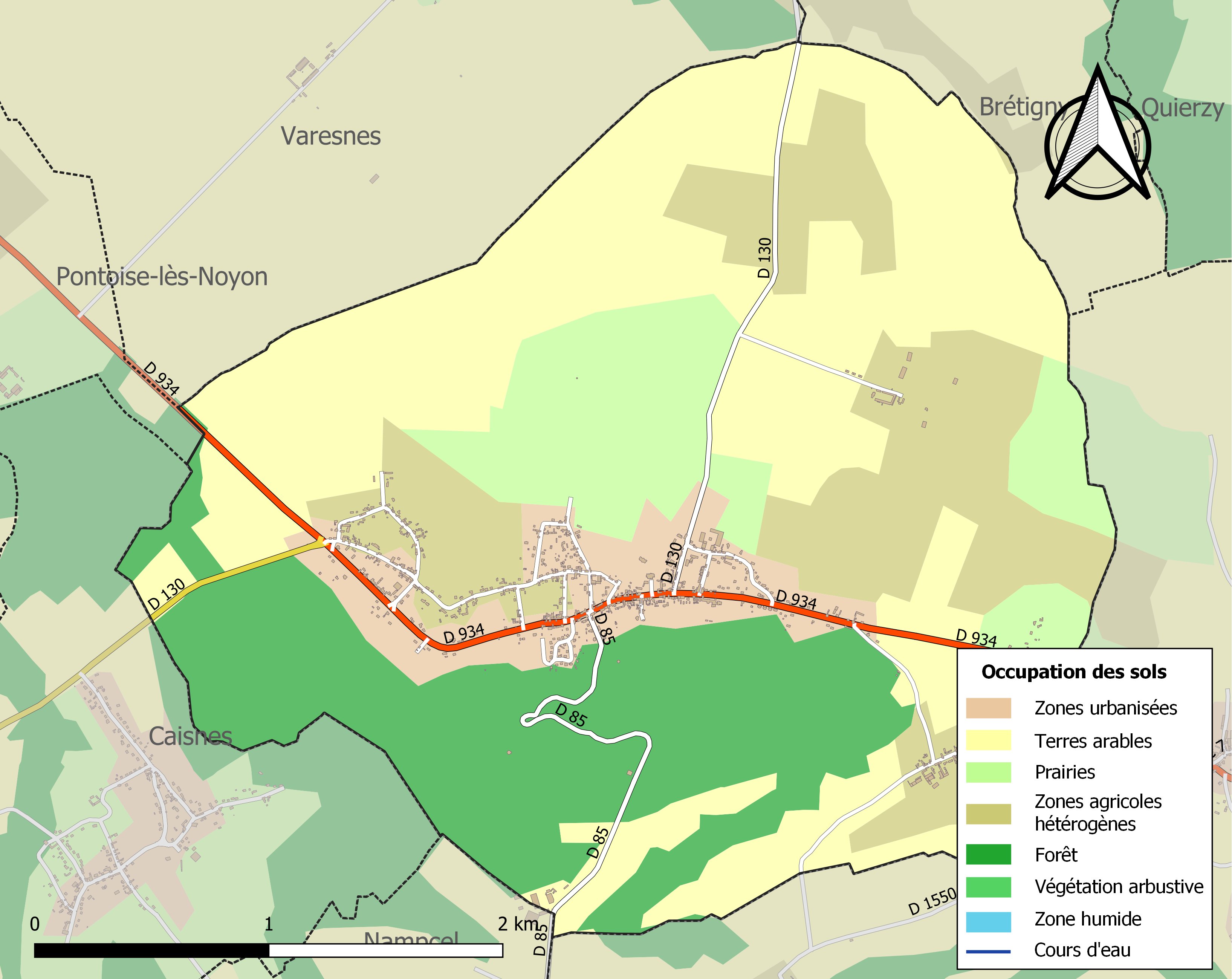
Carte des infrastructures et de l'occupation des sols de la commune en 2018 (CLC).

L'occupation des sols de la commune, telle qu'elle ressort de la base de données européenne d'occupation biophysique des sols Corine Land Cover (CLC), est marquée par l'importance des territoires agricoles (69,8 % en 2018), en diminution par rapport à 1990 (71 %). La répartition détaillée en 2018 est la suivante : 
terres arables (37,8 %), forêts (22,2 %), zones agricoles hétérogènes (19,3 %), prairies (12,7 %), zones urbanisées (8 %). L'évolution de l'occupation des sols de la commune et de ses infrastructures peut être observée sur les différentes représentations cartographiques du territoire : la carte de Cassini (XVIIIe siècle), la carte d'état-major (1820-1866) et les cartes ou photos aériennes de l'IGN pour la période actuelle (1950 à aujourd'hui).

### Habitat et logement
En 2020, le nombre total de logements dans la commune était de 445, alors qu'il était de 424 en 2015 et de 423 en 2010.
Parmi ces logements, 85,1 % étaient des résidences principales, 5,6 % des résidences secondaires et 9,3 % des logements vacants. Ces logements étaient pour 94 % d'entre eux des maisons individuelles et pour 4,9 % des appartements.
Le tableau ci-dessous présente la typologie des logements à Cuts en 2020 en comparaison avec celle de l'Oise et de la France entière. Une caractéristique marquante du parc de logements est ainsi une proportion de résidences secondaires et logements occasionnels (5,6 %) supérieure à celle du département (2,4 %) mais inférieure  à celle de la France entière (9,7 %). Concernant le statut d'occupation de ces logements, 80,6 % des habitants de la commune sont propriétaires de leur logement (80,9 % en 2015), contre 61,4 % pour l'Oise et 57,5 pour la France entière.
| Typologie                                               | Cuts | Oise | France entière |
| ------------------------------------------------------- | ---- | ---- | -------------- |
| Résidences principales (en %)                           | 85,1 | 90,5 | 82,1           |
| Résidences secondaires et logements occasionnels (en %) | 5,6  | 2,4  | 9,7            |
| Logements vacants (en %)                                | 9,3  | 7,1  | 8,2            |

### Voies de communication et transports
La commune est desservie, en 2023, par les lignes 670 et 6331 du réseau interurbain de l'Oise.

## Toponymie
La localité a été désignée comme Cus, Cutz, Cuz, Culz, Cust (Cuhuca en 1010 , Cultia, Cusia).
Équivalent picard de oïl jonchaie « lieu où il pousse du jonc ».

## Histoire

### Antiquité
Des structures gallo-romaines ont été découvertes en 1974 le long de la RN 334, ancienne voie romaine reliant Amiens à Reims et elle-même tronçon de la voie Milan-Boulogne-sur-Mer, connue localement sous le nom de Chaussée Brunehaut. Les vestiges sont orthogonaux à celle-ci sur plus de 800 m de long, et laissent penser qu'il s'agirait d'un vicus, abritant peut-être une garnison à l'entrée du plateau du Soissonnais et datable du Ier siècle. Ces fouilles ont également mis en évidence deux zones dépotoirs et plusieurs fours d'un atelier de potier datant du IIIe siècle. Le vaisselier retrouvé correspond à de la céramique culinaire et de stockage visible au Musée du Noyonnais : série de plats et cruche à bec tréflé en terre cuite (dépôt archéologique de Noyon), petits pots (MN1187 et MN1194), pichet (MN1192) et coupe (MN1193) en terre cuite.

### Moyen Âge
Le Trésor de Cuts est constitué de 1 107 monnaies d'argent (deniers de Paris et d'Hugues Capet, du comté de Champagne, oboles de Lothaire, de Robert II de Quentovic, comtale d'Amiens,...) émises de la fin du Xe au début du XIe siècle. Découvert en 1998 par deux chasseurs de vestiges de la Première Guerre mondiale, il est déposé depuis 2016 à la Bibliothèque nationale de France,.

### Temps modernes
Émile Coët indique « Cuts eut beaucoup à souffrir pendant les guerres de religion. Les troubles de la Fronde, obligèrent les habitants aisés à se retirer dans les villes fortes. Les fermiers continuaient à jouir des terres sans bail, et pour des prix modiques. Un arrêt du conseil du 3 août 1708 ordonna aux détenteurs des terres qui n'avaient pas de baux, à laisser leurs terres ;  elles étaient cultivées alors aux frais des anciens détenteurs. Mais les nouveaux fermiers étaient exposés à voir leurs fermes brûlées, ainsi que leurs instruments aratoires. Dans cette situation les champs restèrent sans culture.
De là une des causes de la famine qui régna en 1709, à Cuts et dans tous les environs. Le blé valut jusqu'à vingt livres les cinquante litres. La misère était profonde et beaucoup de personnes moururent de faim.
En 1773, une épizootie régna sur les bêtes à cornes, d'après le rapport de l'artiste vétérinaire, la maladie était déterminée par la présence d'une espèce de ver appelé : Crinon, qui se trouvait dans les intestins des animaux. Le claveau causa aussi en 1784, une grande mortalité dans la race ovine.
Il tomba cette année une énorme quantité de neiges dont la fonte amena des inondations. L'été fut d'une grande sécheresse et la récolte fut mauvaise.
Une maladie épidémique vint en 1786, frapper les habitants de Cuts ; suivant le rapport du chirurgien Dolignon, cette épidémie aurait été une fièvre putride (typhoïde)
Le 13 juillet 1788, une grêle épouvantable tomba sur le territoire de Cuts et anéanti les récoltes dans un grand rayon. Les pertes furent considérables ; quelques secours, bien insuffisants, furent distribués aux sinistrés.
Ce fléau fut une des causes de la disette qui régna en 1789, on faisait du pain avec moitié de farine d'avoine, un quart de blé et des féverolles ou des vesces. Cette mauvaise nourriture causa des maladies, et malgré tous les soins du chirurgien Lepage, l'épidémie fit beaucoup de victimes ». A la fin de l'Ancien Régime, la seigneurie de Cuts, réunie à celle de Camelin appartient aux Berthe de Pommery. Elle faisait alors partie du bailliage de Chauny, de l'élection de Noyon et de l'intendance de Soissons.

### Époque contemporaine
En 1851, la commune possède un presbytère, une école, une carrière et quelques parcelles de friches. On y comptait alors une carrière, un
moulin à vent, deux filatures de coton. Les cultures concernaient essentiellement du chanvre, du lin, des pommes à cidre. De nombreux tisserands y travaillaient.

Cuts au tout début du XXe siècle
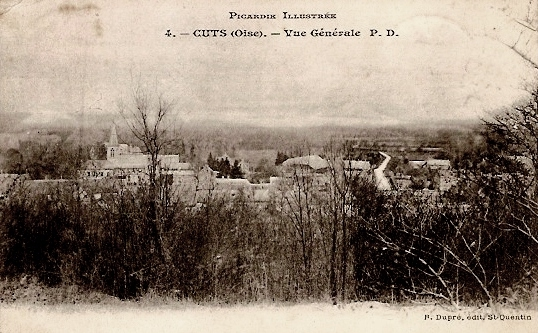
Vue générale.
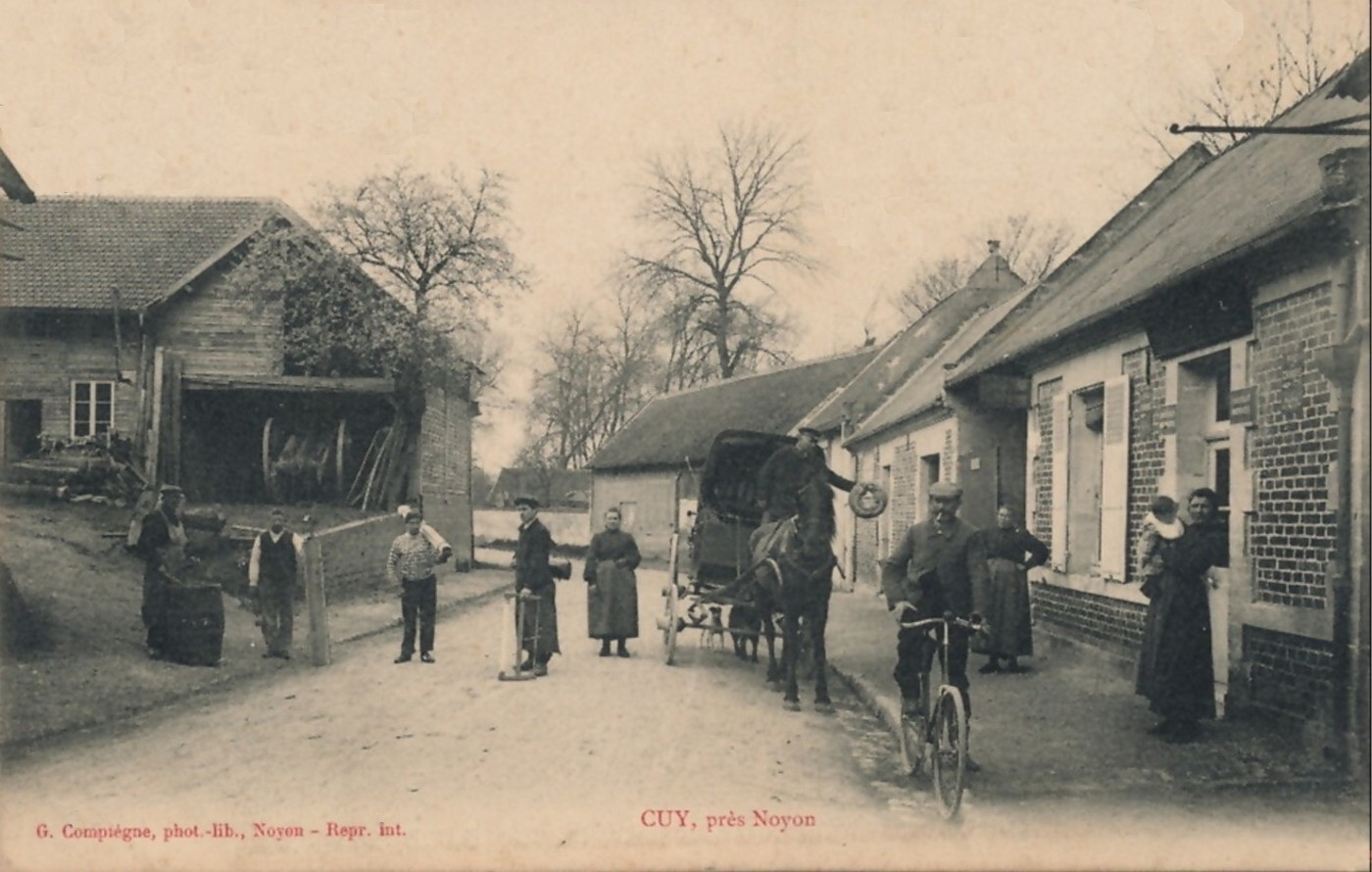
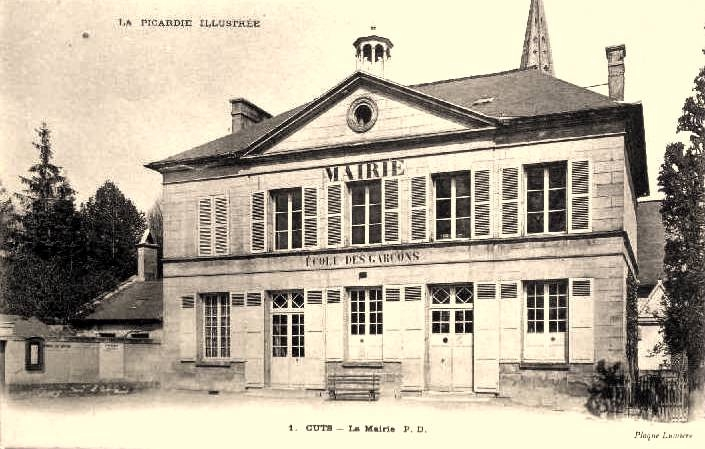
La mairie.
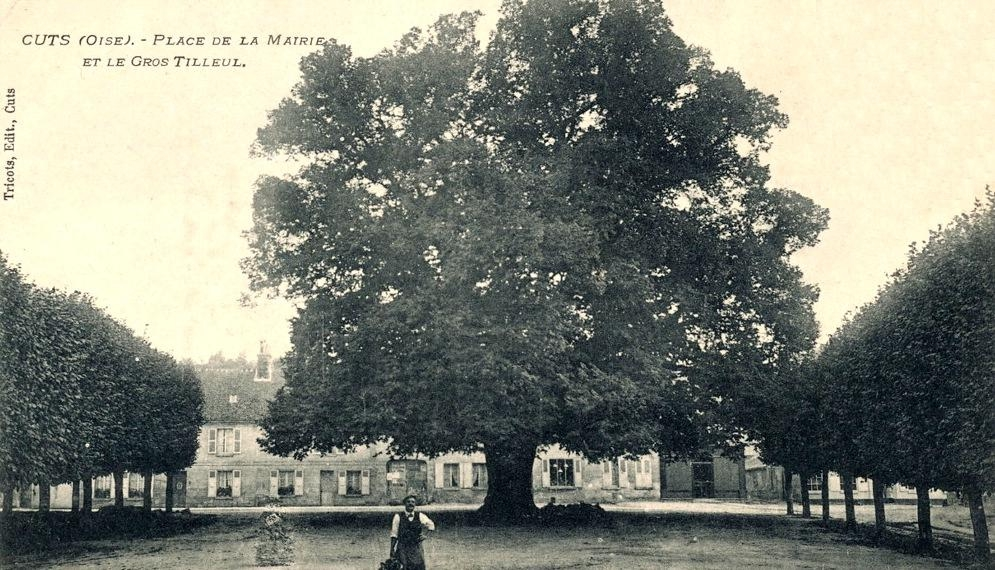
La place de la mairie.
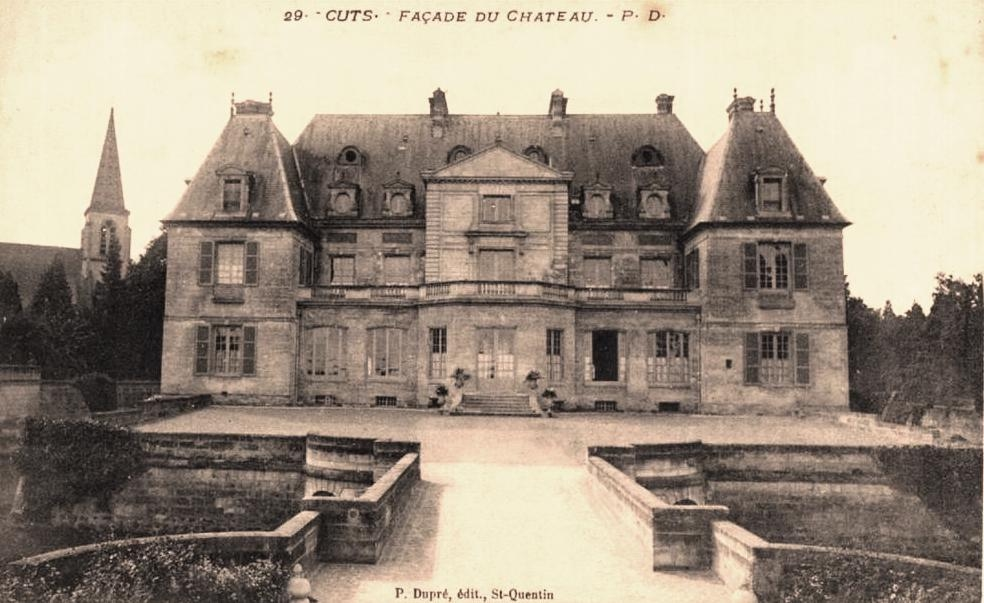
Le château.
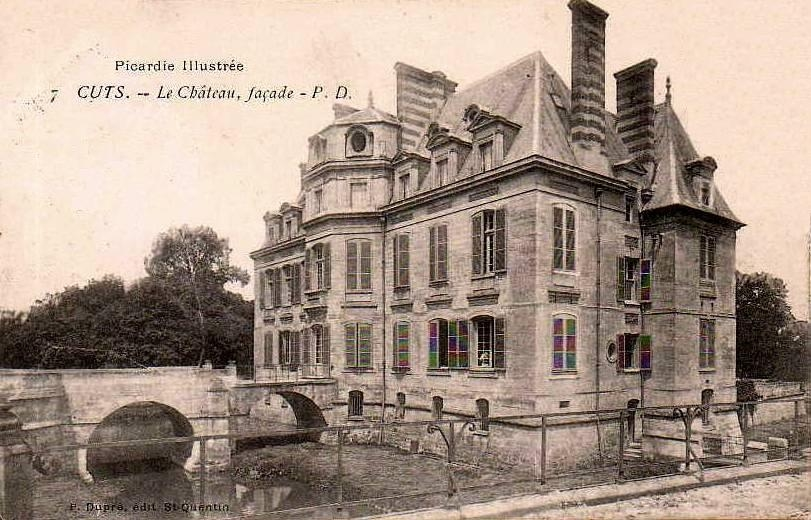
Le château.
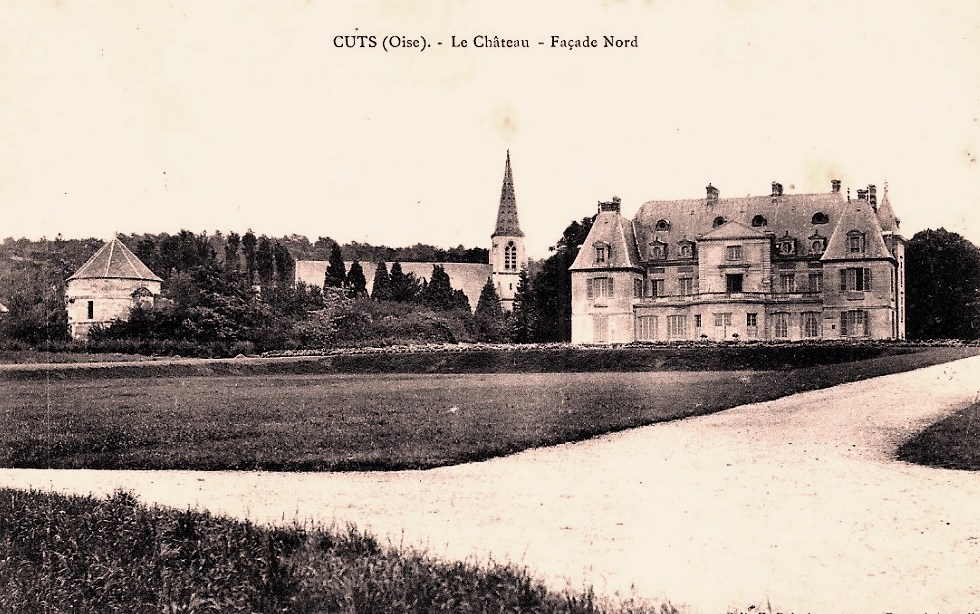
Le château et le clocher de l'église

#### Première Guerre mondiale
Cuts est largement concerné par la Première Guerre mondiale : elle est envahie par l'armée allemande dès le 30 août 1914 et est le siège d'importants combats

Les destructions de la Première Guerre mondiale
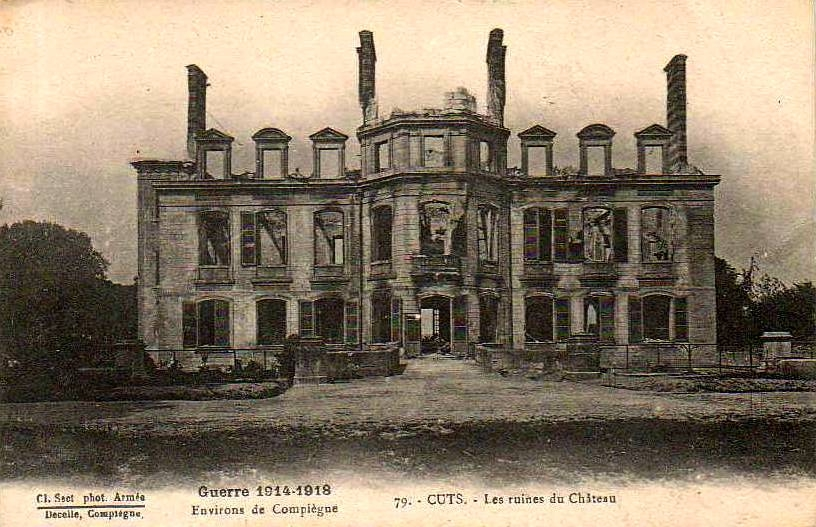
Le château
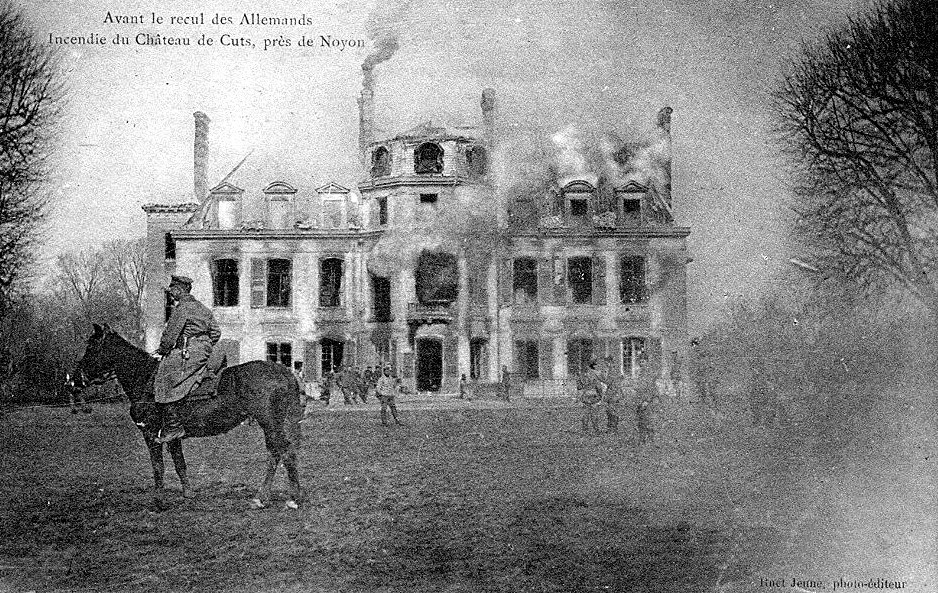
Le château
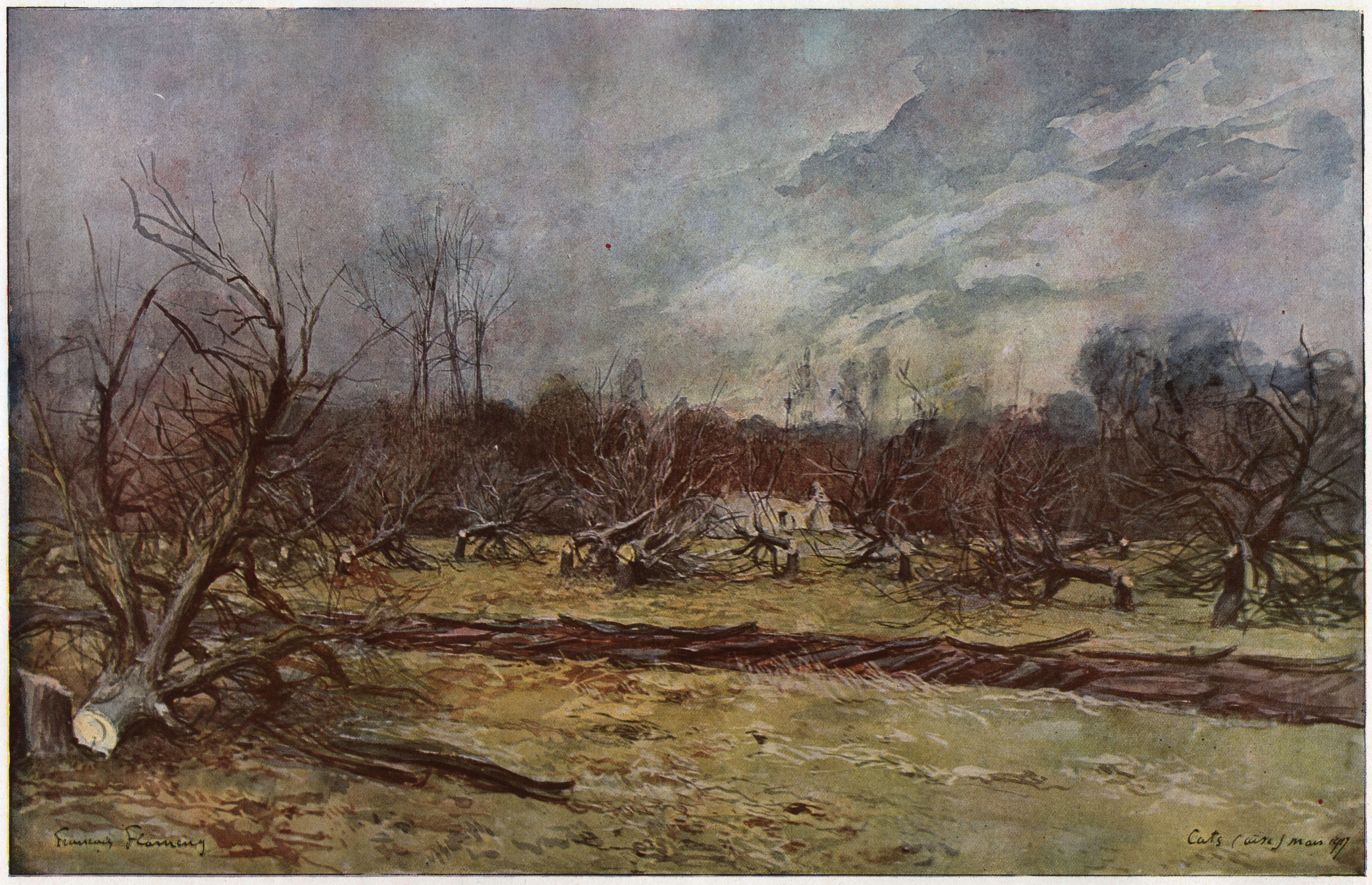
Pommiers coupés à  Cuts, le 5 janvier 1918
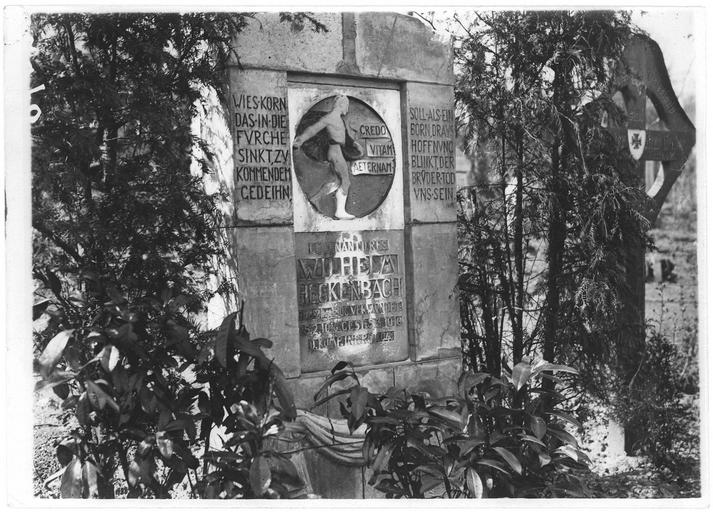
Tombe d'un officier allemand Photo prise le 3 mai 1917
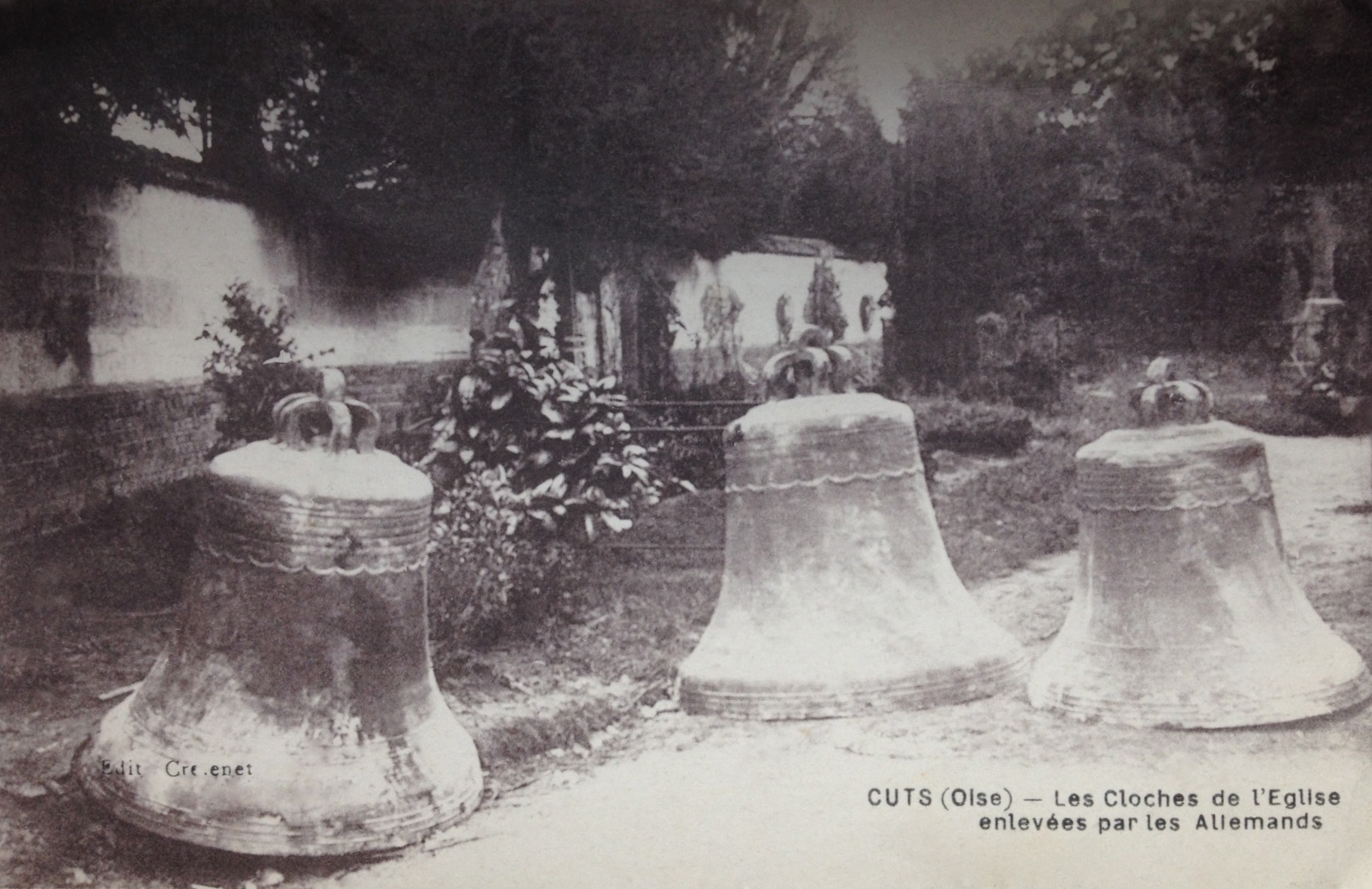
Les cloches de l'église enlevées par les allemands

Le village est considéré comme détruit à la fin de la guerre et a  été décoré de la Croix de guerre 1914-1918, le 15 février 1921.

## Politique et administration

### Rattachements administratifs et électoraux

#### Rattachements administratifs
La commune se trouve dans l'arrondissement de Compiègne du département de l'Oise.
Elle faisait partie depuis 1802 du canton de Noyon. Dans le cadre du redécoupage cantonal de 2014 en France, cette circonscription administrative territoriale a disparu, et le canton n'est plus qu'une circonscription électorale.

#### Rattachements électoraux
Pour les élections départementales, la commune fait partie depuis 2014 d'un nouveau canton de Noyon, porté à 42 communes.
Pour l'élection des députés, elle fait partie de la sixième circonscription de l'Oise.

### Intercommunalité
La commune fait partie de la communauté de communes du Pays Noyonnais, un établissement public de coopération intercommunale (EPCI) à fiscalité propre créé en 1994 et auquel la commune a transféré un certain nombre de ses compétences, dans les conditions déterminées par le code général des collectivités territoriales.

### Liste des maires
| Période                                  | Période                        | Identité                      | Étiquette | Qualité                                                 |
| ---------------------------------------- | ------------------------------ | ----------------------------- | --------- | ------------------------------------------------------- |
| Les données manquantes sont à compléter. |                                |                               |           |                                                         |
| vers 1950                                | vers 1965                      | Henri Lemaire                 |           |                                                         |
|                                          |                                | Émile Gallet[réf. nécessaire] |           |                                                         |
| avant 1977                               | après 1983                     | Charles Poggioli              |           |                                                         |
| Les données manquantes sont à compléter. |                                |                               |           |                                                         |
| 1995                                     | 2001                           | René Blancke                  |           |                                                         |
| mars 2001                                | avant 2014                     | Guy Godefroy                  |           | Vice-président de la CC du Pays Noyonnais (2008 → 2020) |
| avant 2014                               | mai 2020                       | Michel Marchand               |           |                                                         |
| 2020,                                    | En cours (au 21 novembre 2023) | Guy Godefroy                  |           | Employé retraité                                        |

## Équipements et services publics

### Enseignement
Les enfants de la commune sont scolarisés avec ceux de Caisnes dans le cadre d'un regroupement pédagogique intercommunal (RPI).
À la rentrée 2021/2022 les 131 élèves fréquentent l'école maternelle de Cuts (2 classes), l'école primaire de Cuts (2 classes) et l'école de Caisnes (2 classes). Habituellement, ils poursuivent leurs études au collège Louis-Pasteur de Noyon.

### Postes et télécommunications
Cuts  dispose d'une agence postale communale, ouverte le matin.

## Population et société

### Démographie

#### Évolution démographique
L'évolution du nombre d'habitants est connue à travers les recensements de la population effectués dans la commune depuis 1793. Pour les communes de moins de 10 000 habitants, une enquête de recensement portant sur toute la population est réalisée tous les cinq ans, les populations de référence des années intermédiaires étant quant à elles estimées par interpolation ou extrapolation. Pour la commune, le premier recensement exhaustif entrant dans le cadre du nouveau dispositif a été réalisé en 2006.

En 2022, la commune comptait 955 habitants, en évolution de −1,44 % par rapport à 2016 (Oise : +0,87 %, France hors Mayotte : +2,11 %).
| 1793  | 1800  | 1806  | 1821  | 1831  | 1836  | 1841  | 1846  | 1851  |
| ----- | ----- | ----- | ----- | ----- | ----- | ----- | ----- | ----- |
| 1 159 | 1 209 | 1 365 | 1 304 | 1 448 | 1 454 | 1 463 | 1 428 | 1 449 |

| 1856  | 1861  | 1866  | 1872  | 1876 | 1881 | 1886 | 1891 | 1896 |
| ----- | ----- | ----- | ----- | ---- | ---- | ---- | ---- | ---- |
| 1 407 | 1 319 | 1 170 | 1 106 | 998  | 915  | 830  | 794  | 791  |

| 1901 | 1906 | 1911 | 1921 | 1926 | 1931 | 1936 | 1946 | 1954 |
| ---- | ---- | ---- | ---- | ---- | ---- | ---- | ---- | ---- |
| 751  | 763  | 739  | 589  | 717  | 709  | 667  | 614  | 667  |

| 1962 | 1968 | 1975 | 1982 | 1990 | 1999 | 2006 | 2011 | 2016 |
| ---- | ---- | ---- | ---- | ---- | ---- | ---- | ---- | ---- |
| 669  | 667  | 641  | 689  | 736  | 858  | 945  | 941  | 969  |

| 2021 | 2022 | - | - | - | - | - | - | - |
| ---- | ---- | - | - | - | - | - | - | - |
| 961  | 955  | - | - | - | - | - | - | - |

#### Pyramide des âges
La population de la commune est relativement jeune.
En 2018, le taux de personnes d'un âge inférieur à 30 ans s'élève à 32,8 %, soit en dessous de la moyenne départementale (37,3 %). À l'inverse, le taux de personnes d'âge supérieur à 60 ans est de 26,0 % la même année, alors qu'il est de 22,8 % au niveau départemental.
En 2018, la commune comptait 485 hommes pour 498 femmes, soit un taux de 50,66 % de femmes, légèrement inférieur au taux départemental (51,11 %).
Les pyramides des âges de la commune et du département s'établissent comme suit.
| Hommes | Classe d’âge | Femmes |
| ------ | ------------ | ------ |
| 0,4    | 90 ou +      | 4,8    |
| 5,7    | 75-89 ans    | 10,8   |
| 15,2   | 60-74 ans    | 15,0   |
| 23,8   | 45-59 ans    | 19,7   |
| 20,3   | 30-44 ans    | 18,7   |
| 13,9   | 15-29 ans    | 13,4   |
| 20,7   | 0-14 ans     | 17,6   |

| Hommes | Classe d’âge | Femmes |
| ------ | ------------ | ------ |
| 0,5    | 90 ou +      | 1,4    |
| 5,5    | 75-89 ans    | 7,6    |
| 15,6   | 60-74 ans    | 16,3   |
| 20,8   | 45-59 ans    | 20     |
| 19,4   | 30-44 ans    | 19,4   |
| 17,6   | 15-29 ans    | 16,2   |
| 20,6   | 0-14 ans     | 19,1   |

### Manifestations culturelles et festivités
Initié par la famille de Langlade, le concours international d'attelage de tradition s'est tenu au château de Cuts de 1986 à 2018. 
Membre de l'AFA, cette manifestation prestigieuse rassemblait près de 80 participants venus de toute l'Europe : Allemagne, Angleterre, Belgique, Espagne, Italie, Pologne, Portugal, Pays-Bas, Suisse. Les attelages étaient jugés sur la beauté des voitures, l'élégance des occupants, la qualité et la propreté des chevaux et des harnais ainsi que l'allure générale de l'ensemble.

## Culture locale et patrimoine

### Lieux et monuments
- La nécropole nationale de Cuts, créé en 1920, au bord de la RD 934, en direction de Gournay et inscrite sur la liste du patrimoine mondial de l'UNESCO depuis le 20 septembre 2023[42]. 
 Sur une superficie de plus d'un hectare, elle contient 3 296 corps, dont 1 770 en ossuaires. Elle regroupe les tombes issus d'une dizaine de cimetières militaires provisoires des batailles de l'Oise de la Première Guerre mondiale, auxquels s'ajoutent des tombes, essentiellement musulmanes, de soldats de la Seconde Guerre mondiale tombés le 5 juin 1940, lors de la bataille de France de la Seconde Guerre mondiale[43],[44],[45]

La nécropole nationale de Cuts
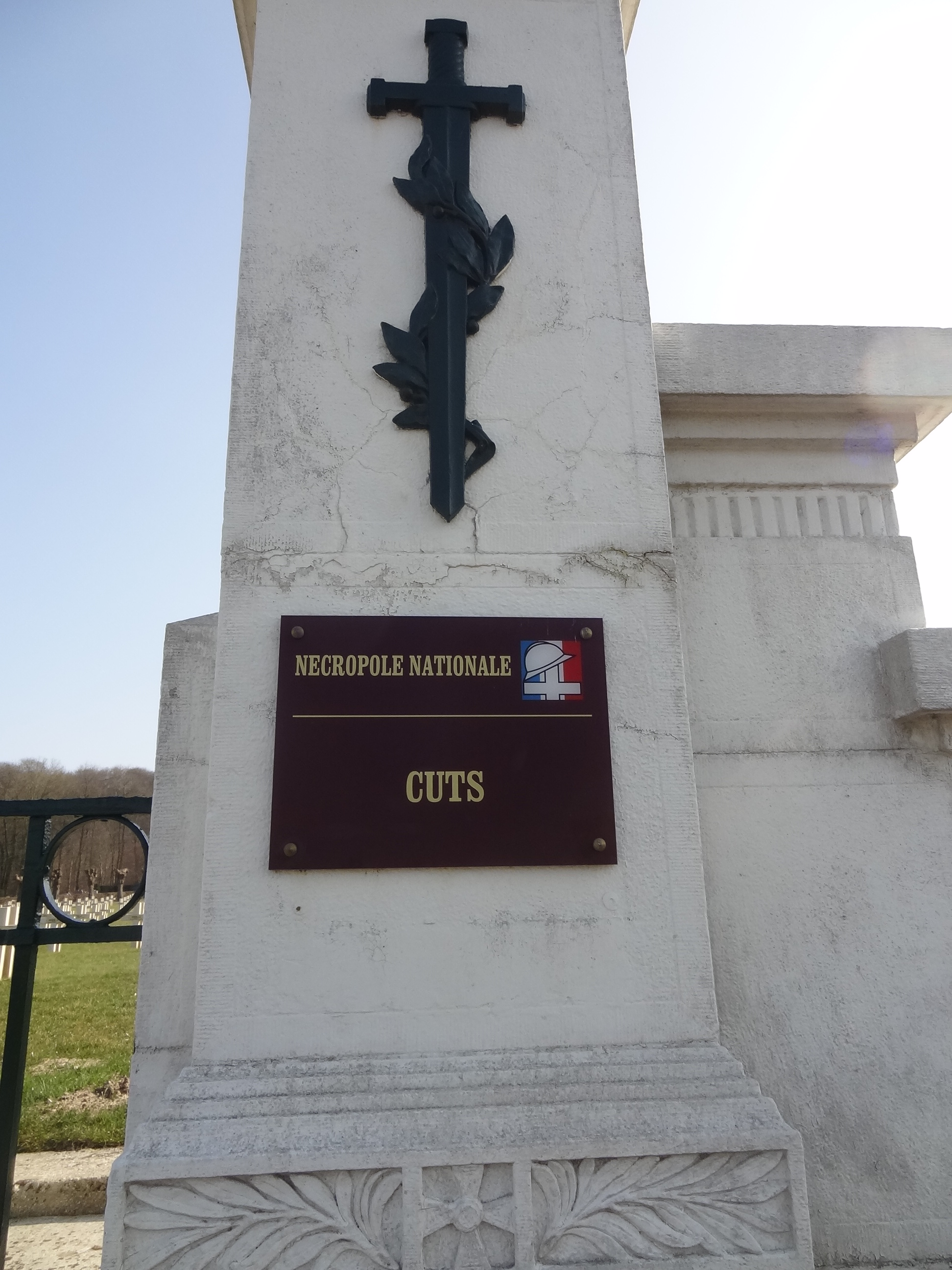
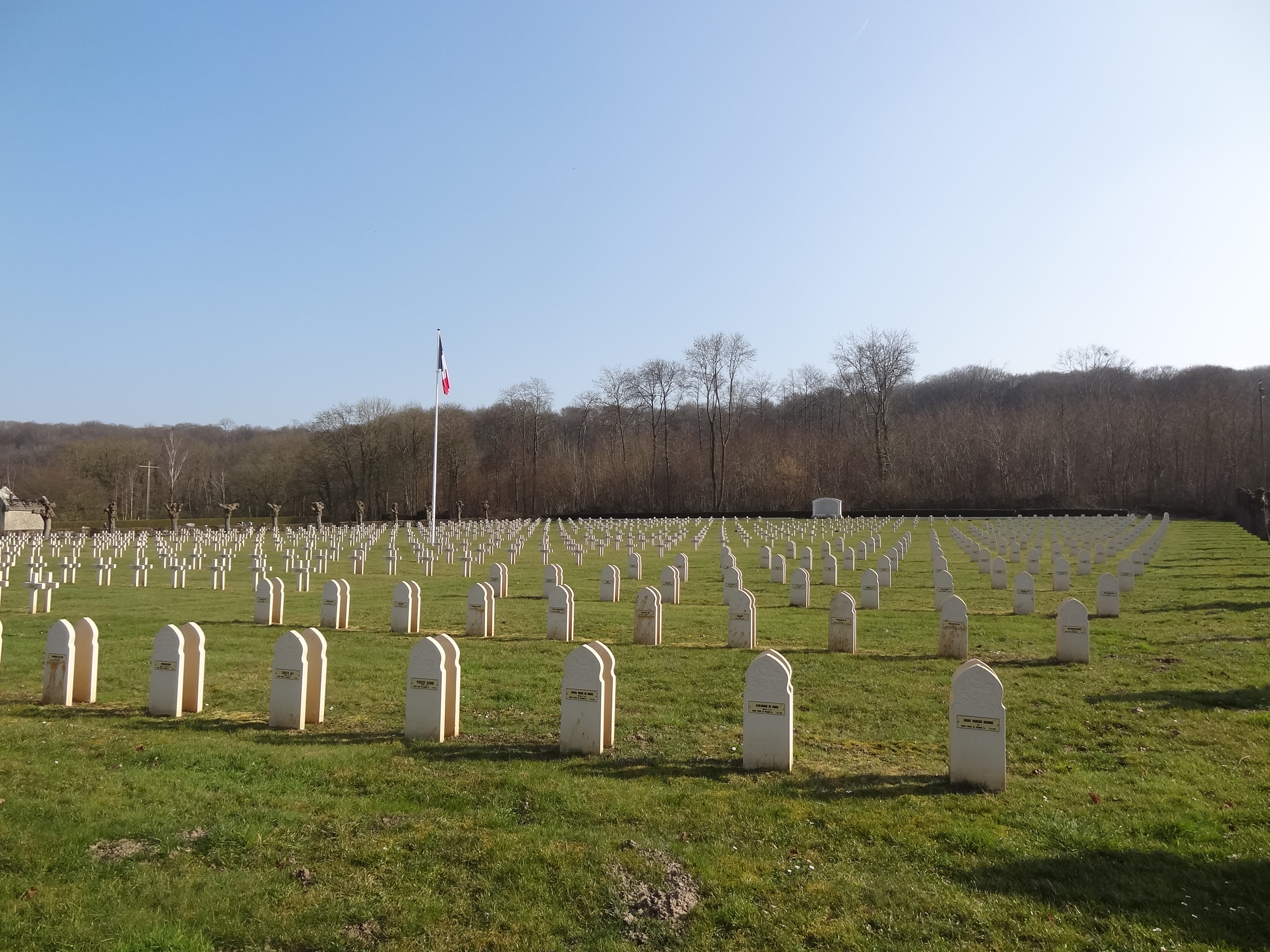
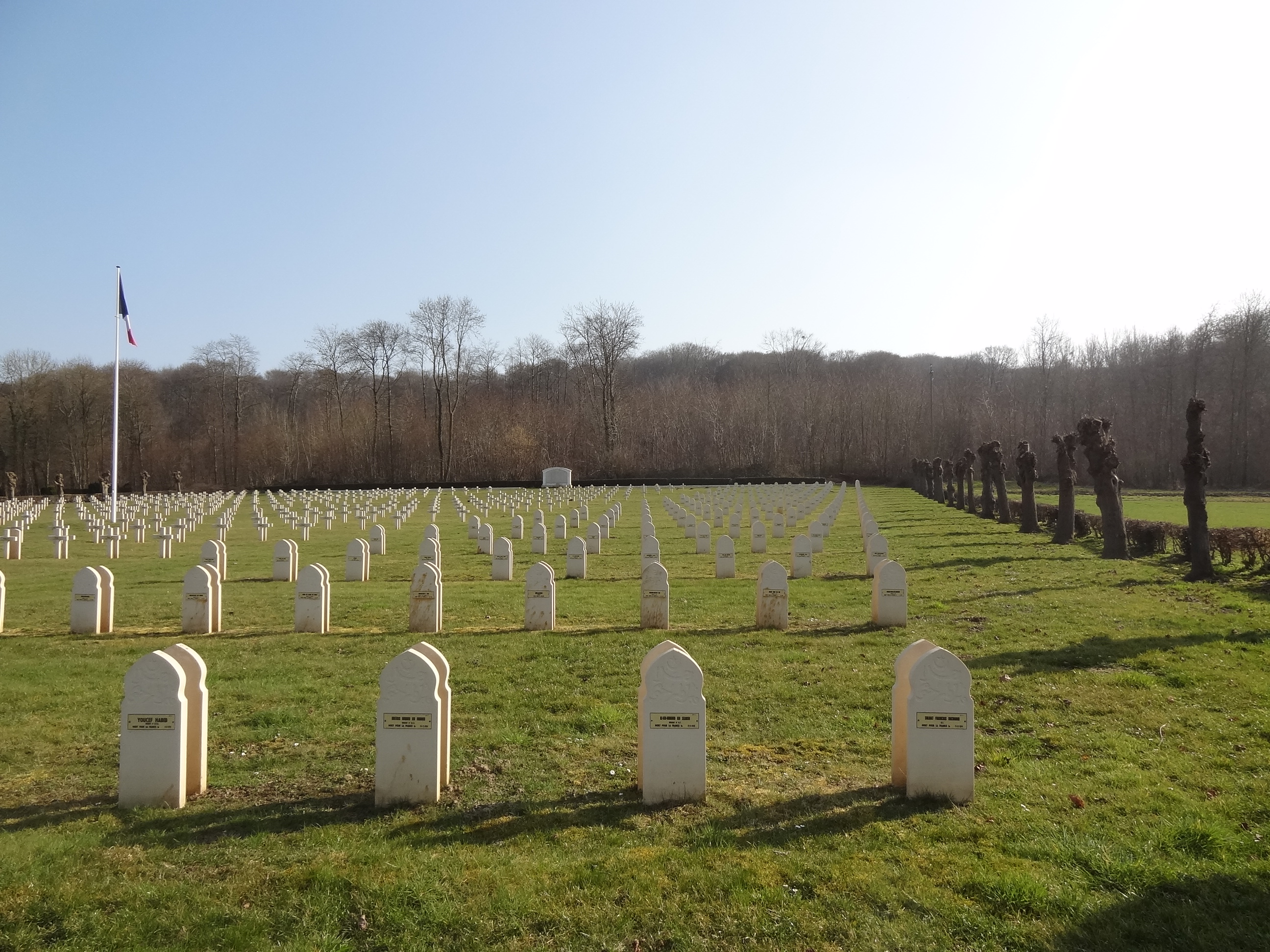
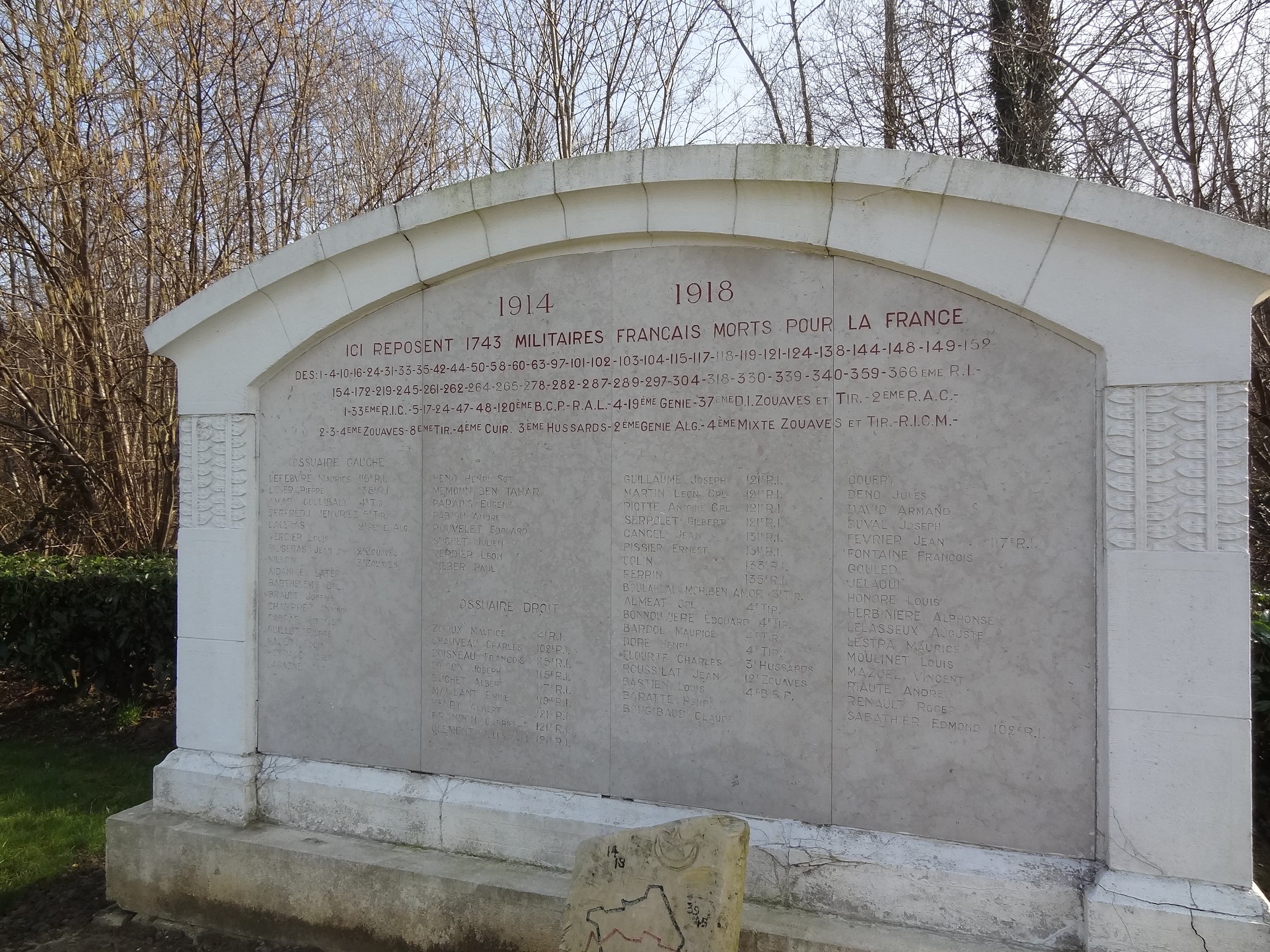

- Le château de Cuts[46] a été construit en 1636 à l'emplacement d'un édifice plus ancien sur l'ordre de Jean Vielsmaisons, gentilhomme de la chambre du Roi et seigneur de Cuts. L'édifice est entièrement remanié à la fin du XIXe siècle : charpentes refaites, exhaussement d'un étage, aménagement d'un pavillon en façade sud, et d'une galerie en façade nord. 
En 1914, quand la guerre éclate, le château est la propriété de la famille Girot de Langlade. Les bâtiments sont endommagés dès mi-septembre, lors de la contre-attaque française. À la suite de la prise de Cuts par les Allemands, il est réquisitionné par l'armée qui y installe sa Kommandantur. Des animations y sont également organisées pour divertir les soldats qui reviennent du front situé à quelques kilomètres. 
Le château connaît par la suite un sort funeste : lors du repli stratégique opéré par l'armée allemande en 1917, les Allemands l'incendient et détruisent le pigeonnier avant de quitter les lieux. Resté en ruine jusqu'en 1926, sa restauration, effectuée à l'identique (hormis la création de douves), a respecté le parti architectural du XVIIe siècle : un corps de logis central surmonté d'un fronton triangulaire et accosté de deux ailes en retour d'équerre. Les abords et les jardins sont également réaménagés à cette période, dans un style traditionnel teinté d'Art déco.

Le château de Cuts
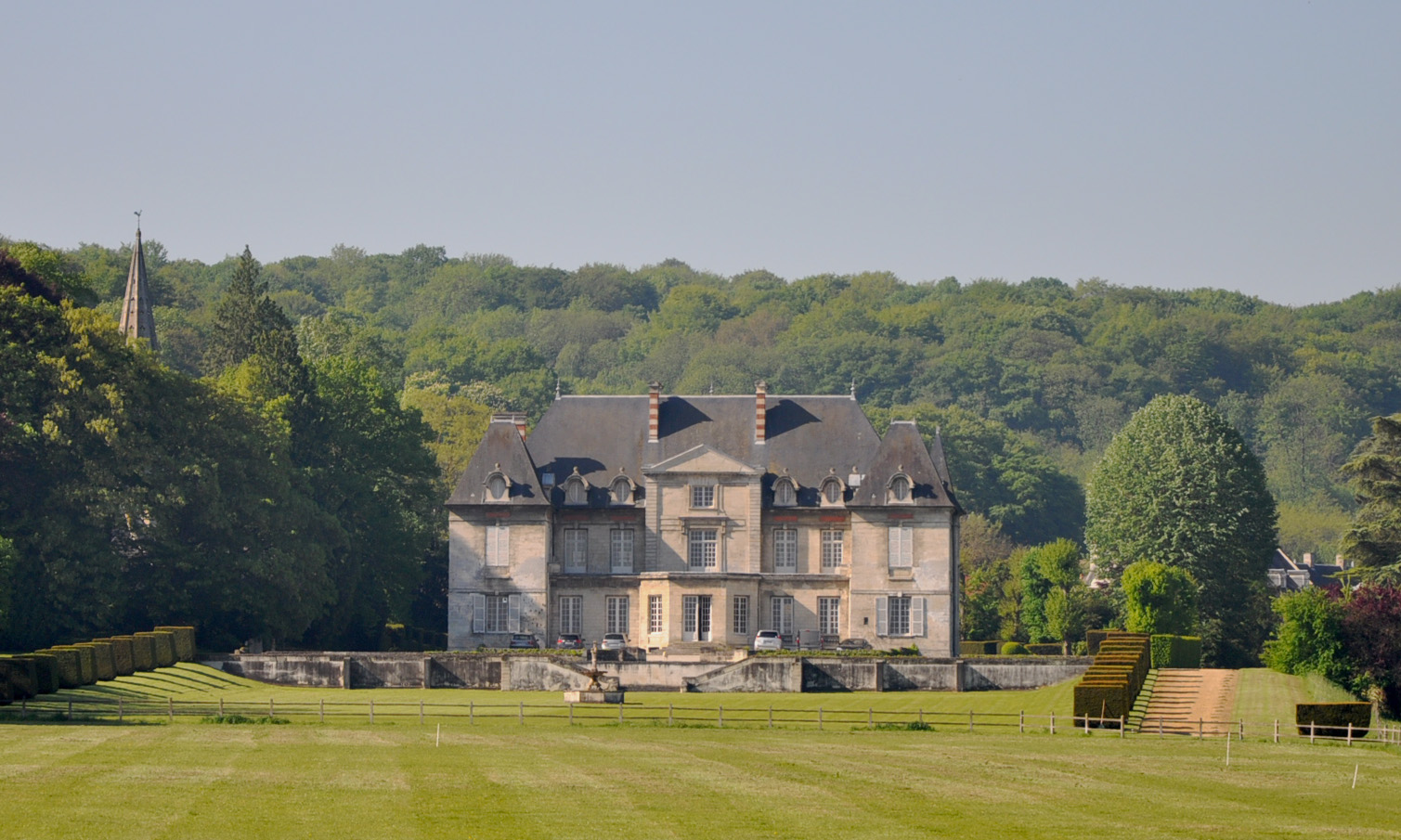
Le château et son parc
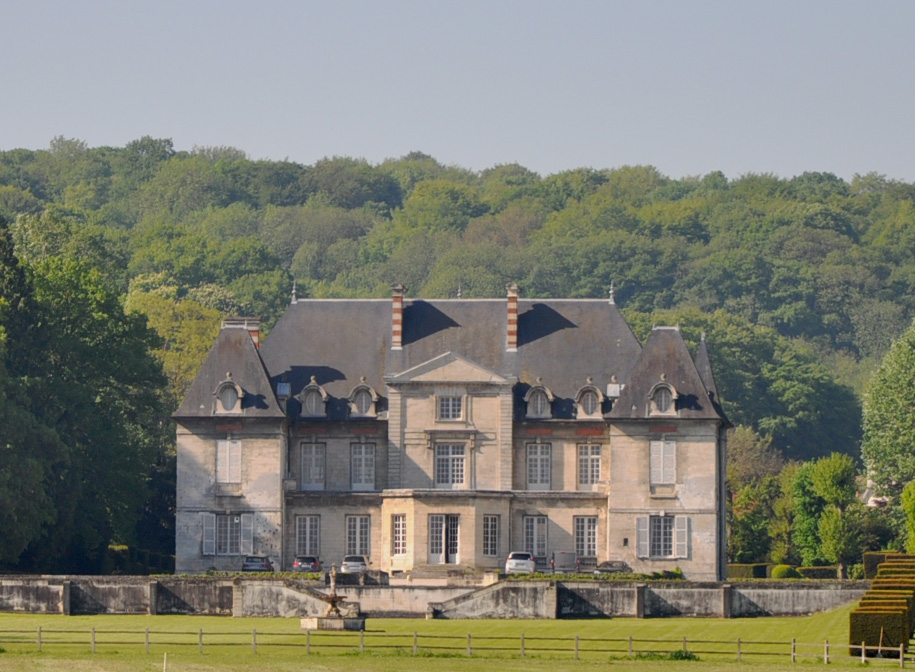
Façade du château.

- L'église Notre-Dame, adossée au parc du château et largement reconstruite à l'identique après la Première Guerre mondiale. Elle remonte au XIIIe siècle. C'est un édifice rectangulaire dont les additions successives des XVIe et XIXe siècles déguisent le plan primitif. Le chœur est éclairé par trois ogives étroites et deux autres sur chacun des côtés. Les voûtes sont ornées de boudins croisés retombant sur les consoles. Une chapelle latérale appartient au style ogival tertiaire étant pourvue d'une fenêtre géminée et de voûtes à pendentifs. Le clocher couvert d'ardoises est central[47]. Les fenêtres des chapelles sont garnies de vitraux réalisés vers 1925 par le maître verrier Raphaël Lardeur, consacrés essentiellement à des saints[48].

- Monument aux morts des soldats de l'archipel des Comores du 1er bataillonde tirailleurs somalis (1918).
- Le village est traversé par un sentier de randonnée de pays (GRP) qui le relie au sentier de grande randonnée GR 12A.

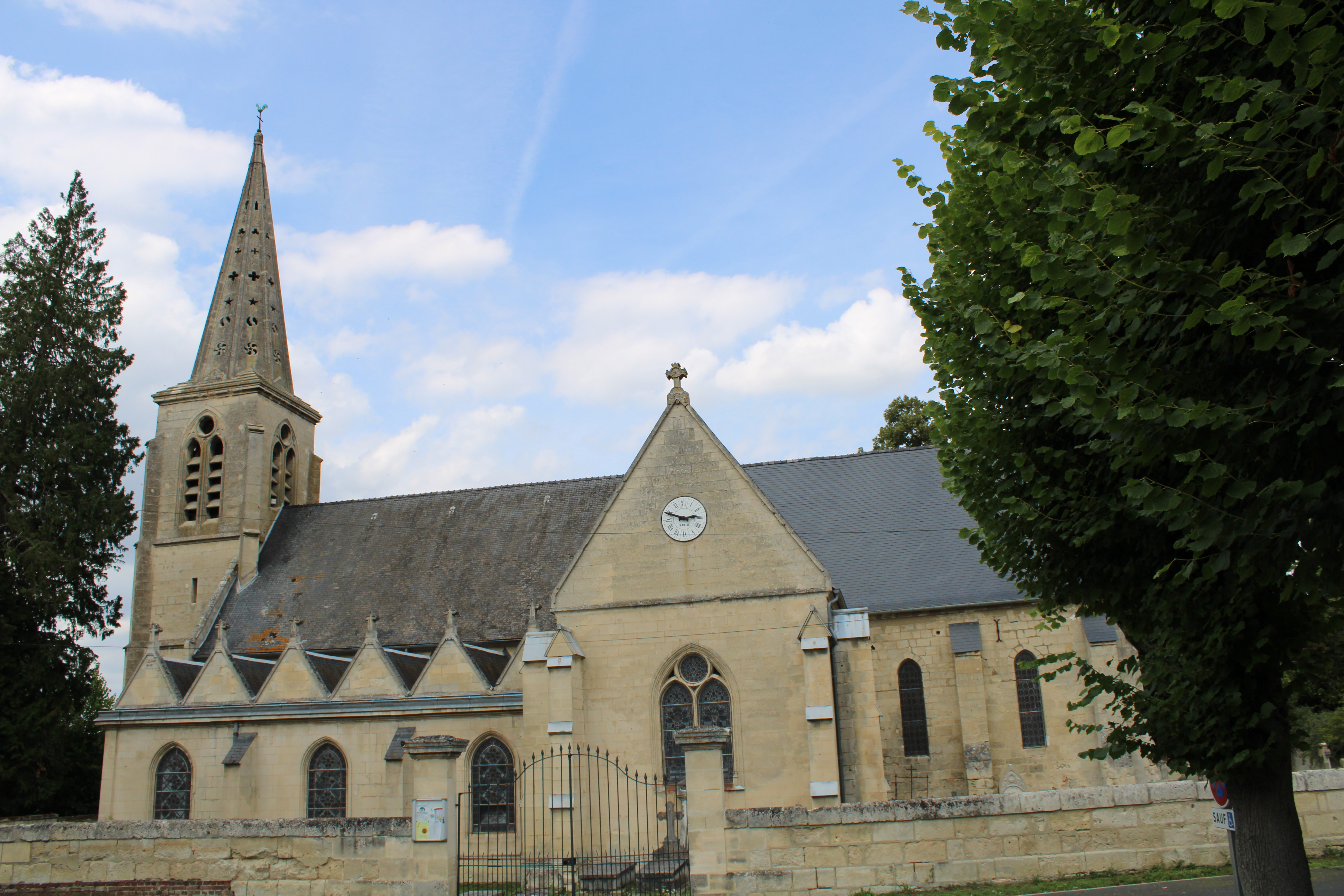
L'église.
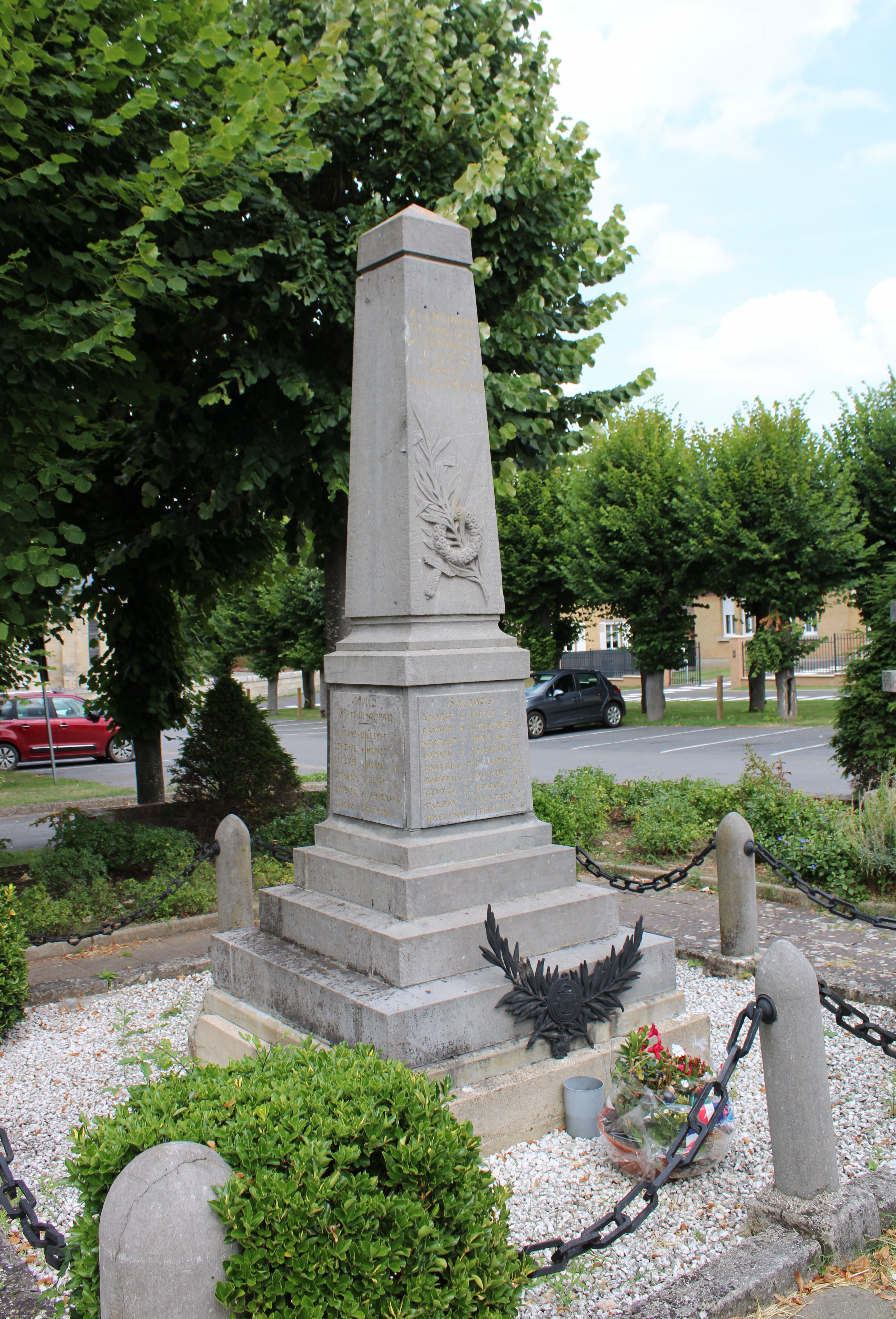
Le monument aux morts.
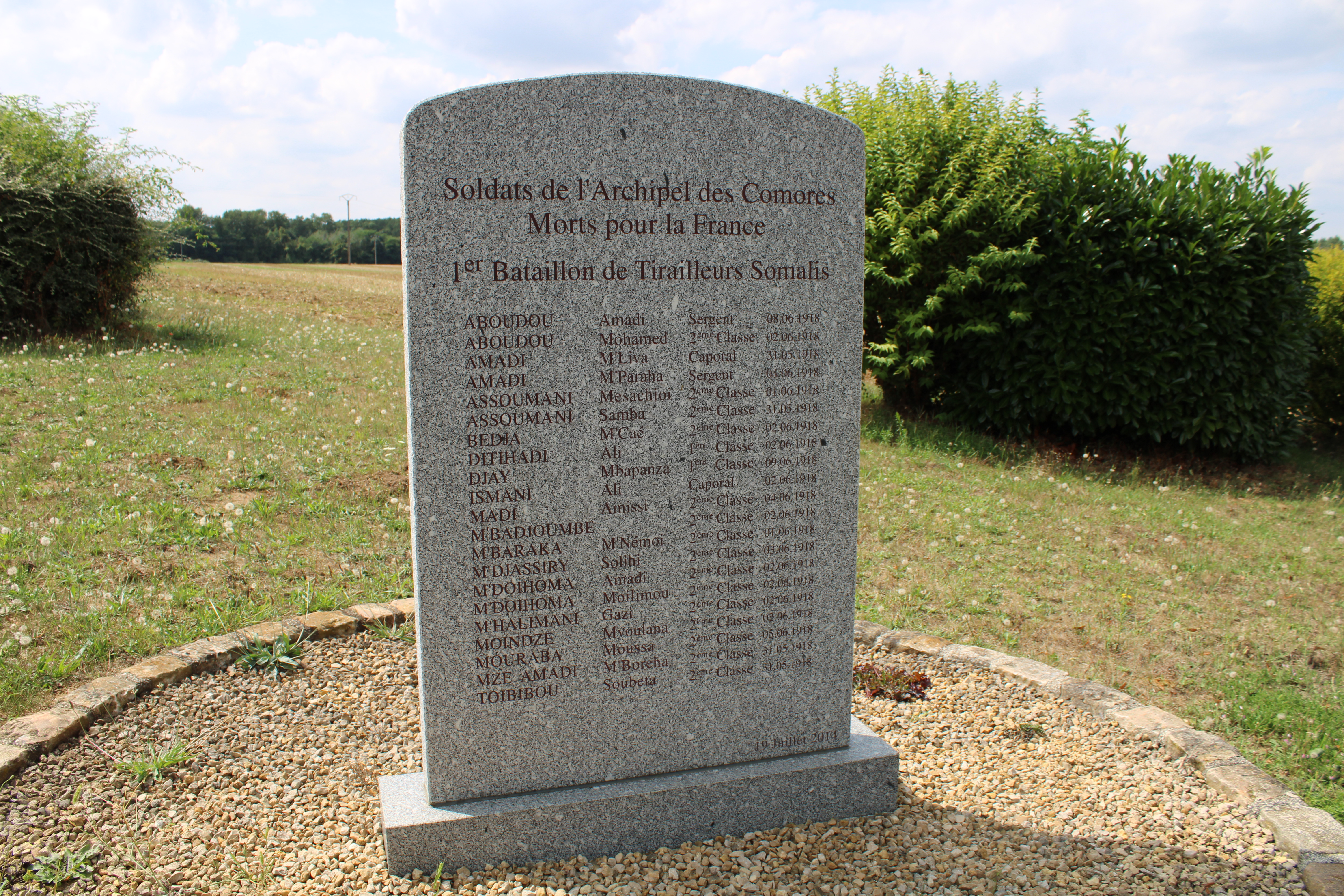
Le monument aux morts du 1er bataillonde tirailleurs somalis, réédifié en 2014 et succédant à un monument de 1961.
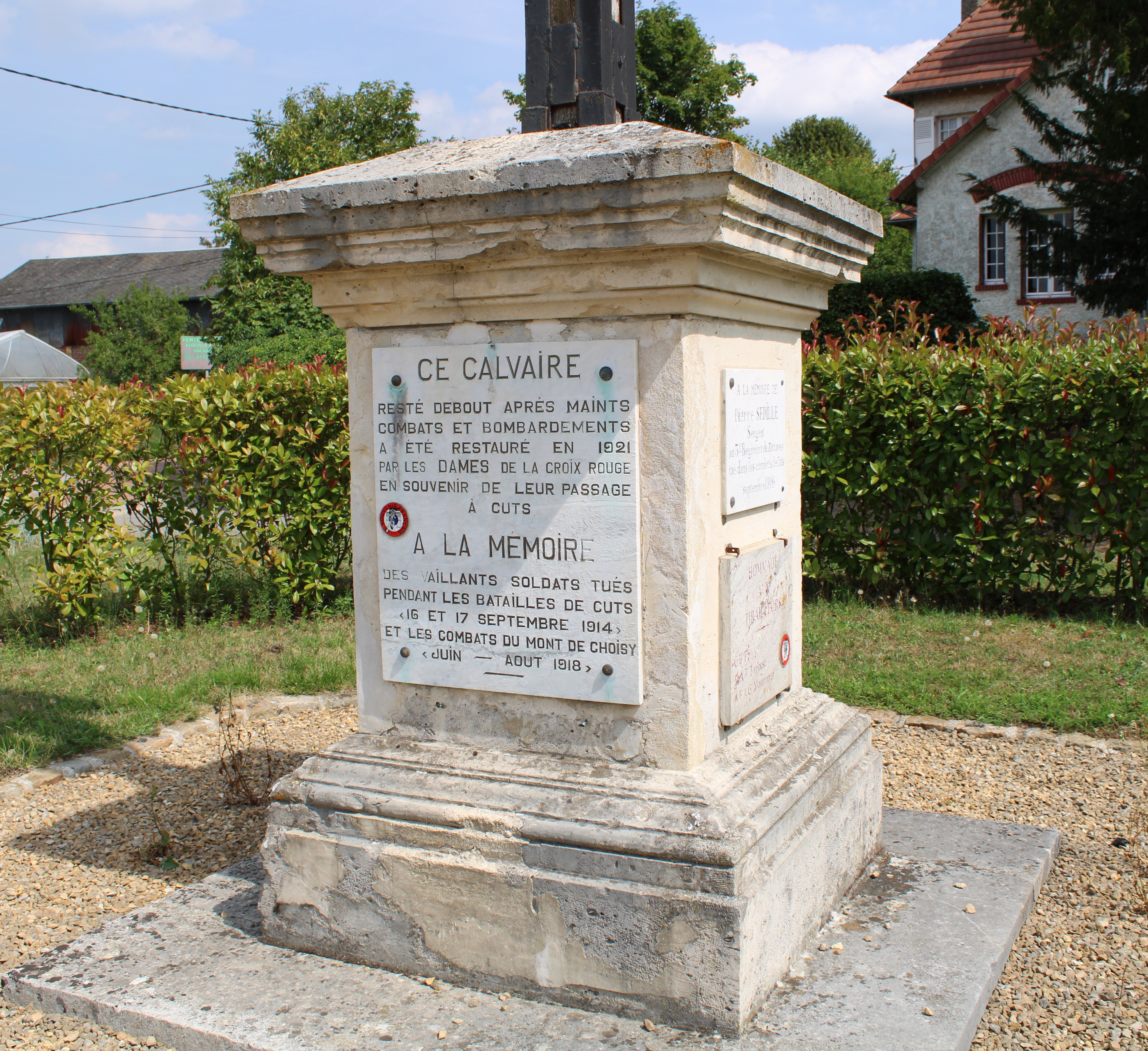
Base d'un calvaire commémorant les soldats tués pendant les batailles de cuts (1914) et du Mont de Choisy (1918).

### Personnalités liées à la commune
- Pierre de La Ramée (1515-1572), dit Ramus, mathématicien et philosophe français converti au calvinisme, assassiné durant les massacres de la Saint-Barthélemy, est né à Cuts. Professeur de philosophie et d'éloquence au Collège de France, il a présenté au roi Charles IX un plan pour la réforme de l'université comportant un classement des disciplines selon un ordre logique. Son enseignement et son exemple ont largement contribué au progrès des Lumières[49].
- Baronne Pierre Girot de Langlade, née Lucie Stern (1882-1944), châtelaine de Cuts[50],[51].

- Lise Levitzky[réf. souhaitée] , première épouse de Serge Gainsbourg, celle-là même qui lui avait inspirée la célèbre chanson Elisa[52], décédée en 2022[53].

### Héraldique
| Blason de Cuts | Blason  | D'argent à la fasce de gueules.                  |
| Blason de Cuts | Détails | Le statut officiel du blason reste à déterminer. |